# Dynahead
Dynahead é uma banda brasileira de metal, formada na cidade de Brasília, no Distrito Federal. Até o momento o grupo lançou quatro álbuns.

## História

### Início (2004 - 2007)
O Dynahead foi formado no outono de 2004, em Brasília, pelo vocalista Caio Duarte, o guitarrista curitibano Victor H. Schmidlin, o baixista Diego Teixeira e o baterista Rodrigo Costa. Após lançar seu primeiro trabalho, uma demo de três músicas, junta-se à banda o guitarrista catarinense Diogo Mafra, então recém chegado a Brasília. Algumas unidades da demo foram lançadas trazendo ainda uma versão da música Random Acts Of Senseless Violence, da banda estadunidense Anthrax. Em junho de 2005 o baterista Rodrigo Costa deixa o grupo, sendo temporariamente substituído pelo catarinense Marlon Marquis e posteriormente pelo então integrante do Dark Avenger, Rafael Dantas.< Em meados de 2007 o guitarrista Victor H. Schmidlin deixa o Dynahead, retornando ao grupo Greensleeves do Paraná, e é substituído pelo guitarrista Pablo Vilela.

### AntigeneYouniverse(2008 - 2011)
No ano de 2008 o Dynahead lança seu álbum de estreia Antigen, bem recebido pela crítica internacional por sua sonoridade que misturava thrash metal, progressivo e passagens de jazz. O álbum foi produzido pelo vocalista Caio Duarte e masterizado pelo guitarrista norte-americano James Murphy (Testament, Death), e tornou a banda conhecida pela alternância de gêneros musicais e vocalizações, levando a comparações regulares a artistas como Nevermore, Tool e Opeth.
Após o lançamento de Antigen a banda percorreu uma turnê por 4 estados, e no segundo semestre de 2009 lança seu primeiro videoclipe para a música Layers of Days, inspirada na adaptação do relato de um sobrevivente do regime nazista à realidade brasileira.[carece de fontes?] Em 2010 o guitarrista Pablo Vilela participou do filme Brasilia Magical Journey, onde 35 músicos do rock e do heavy metal homenagearam os 50 anos da cidade de Brasília interpretando uma canção de autoria do então Governador do estado Rogério Rosso.
Em março de 2011 sai o segundo álbum, o conceitual Youniverse, uma metáfora que narra a condição humana frente à evolução do Universo, desde seu nascimento, vida e morte. Tão logo o novo álbum foi lançado a banda disponibilizou seu trabalho anterior para download gratuito em seu site oficial, uma prática que viria a manter nos lançamentos seguintes.

### Chordata IeChordata II(2012 - 2014)
Pouco após o lançamento de Youniverse o baterista Rafael Dantas deixa a banda. Após um breve período com o baterista Deth Santos, o grupo entra em estúdio para registrar seu terceiro álbum com o vocalista Caio Duarte gravando a bateria, além do vocal e teclados.[carece de fontes?] O álbum duplo Chordata é lançado em duas partes, com produção de Caio Duarte e ilustrado pelo artista norte-americano Chris Panatier. Chordata I é lançado em formato físico em 2013, e a segunda parte Chordata II é lançada em formato digital gratuito em 2014,[carece de fontes?] ambos amplamente citados pela crítica internacional como uma reinvenção do trabalho da banda. Os álbuns também são lançados em formato vídeo, em uma série de 14 filmes que mostram o vocalista Caio Duarte sendo submetido a diversos experimentos enquanto recita as letras.
Em maio de 2014 o guitarrista Diogo Mafra foi convidado ao supergrupo brasileiro Almah, projeto do ex-vocalista do Angra, Edu Falaschi.

## Integrantes
- Caio Duarte – vocais
- Diogo Mafra – guitarra
- Pablo Vilela – guitarra
- Diego Teixeira – baixo

### Ex-integrantes
- Victor H. Schmidlin (guitarra)
- Rodrigo Costa (bateria)
- Marlon Marquis (bateria)
- Deth Santos (bateria)

## Discografia
Demos e EPs
- Unknown (2004)
- 2004/2005 Sessions (2004)

Álbuns de estúdio
- Antigen (2008)
- Youniverse (2011)
- Chordata I (2013)
- Chordata II (2014)